# Pseudagapostemon anasimus
Pseudagapostemon anasimus är en biart som beskrevs av Cure 1989. Pseudagapostemon anasimus ingår i släktet Pseudagapostemon och familjen vägbin. Inga underarter finns listade i Catalogue of Life.